# Capitaneria generale di Cuba
La capitaneria generale di Cuba (in spagnolo Capitanía General de Cuba) fu una suddivisione amministrativa dell'Impero coloniale spagnolo, dipendente dal vicereame della Nuova Spagna.
La capitaneria fu istituita nel 1609 e la sua capitale divenne L'Avana; al momento della sua massima estensione, oltre a Cuba comprendeva la Florida spagnola e tutti gli altri possedimenti ispanici nei Caraibi (Santo Domingo, Bahamas, Giamaica, Portorico ed isole minori).

## Ferrovia sviluppata a Cuba dai francesi
Gli investitori europei introdussero la ferrovia nella Capitaneria generale di Cuba, da cui trasse beneficio innanzitutto lo zucchero, ma anche la coltivazione del caffè, la quale si estese sempre più verso ovest tramite tecniche aggiornate. Il 12 ottobre del 1834 Isabella II di Spagna autorizzò i lavori per la prima linea che avrebbe condotto da L'Avana a Güines. Venne negoziato un prestito di 2 milioni di pesos e lo statunitense Alfred Cruger fu assunto in funzione d'ingegnere capo e supervisore generale.
Il 10 novembre del 1837 la via su rotaie, la prima esistente all'interno dell'intero impero spagnolo, sarà inaugurata con un tratto di 27,5 chilometri che mise in collegamento la capitale con Bejucal. Alla fine del 1839 la ferrovia raggiunse finalmente la sua destinazione prefissata, la cittadina di Güines, nel cuore di una ricca regione agricola coltivata a zucchero posta a Sudest dell'Avana. Altre reti locali si svilupparrono successivamente anche a Matanzas, area di caffeicoltura, a Cárdenas, Cienfuegos e Sagua la Grande, tutte nell'Ovest e nel Centro dell'isola.
Il 10 gennaio del 1837 nel frattempo una seconda compagnia di lavori ottenne la concessione per collegare Camagüey al porto di Nuevitas. La costruzione era già iniziata nel 1836 per interessamento di Gaspar Betancourt Cisneros e il primo troncone nelle vicinanze di Nuevitas venne completato nel 1846, ma per giungere fino alla sua conclusione a Camagüey ci vollero altri 5 anni. L'ingegnere francese Jules Sagebien, che investì anch'egli nell'opera di Cienfuegos, a Guantánamo e nella "West Railway" all'Avana, costruì una ferrovia a scartamento ridotto nel 1844 per servire le miniere di El Cobre nei pressi di Santiago de Cuba.
L'investimento diretto nelle imprese sarà patrocinato in maniera diretta anche dalla "zuccherocrazia" creola, nonché incoraggiato dai militari i quali intravidero nella creazione di una solida rete ferroviaria un elemento importante d'appoggio in un'eventuale necessità difensiva dell'isola.

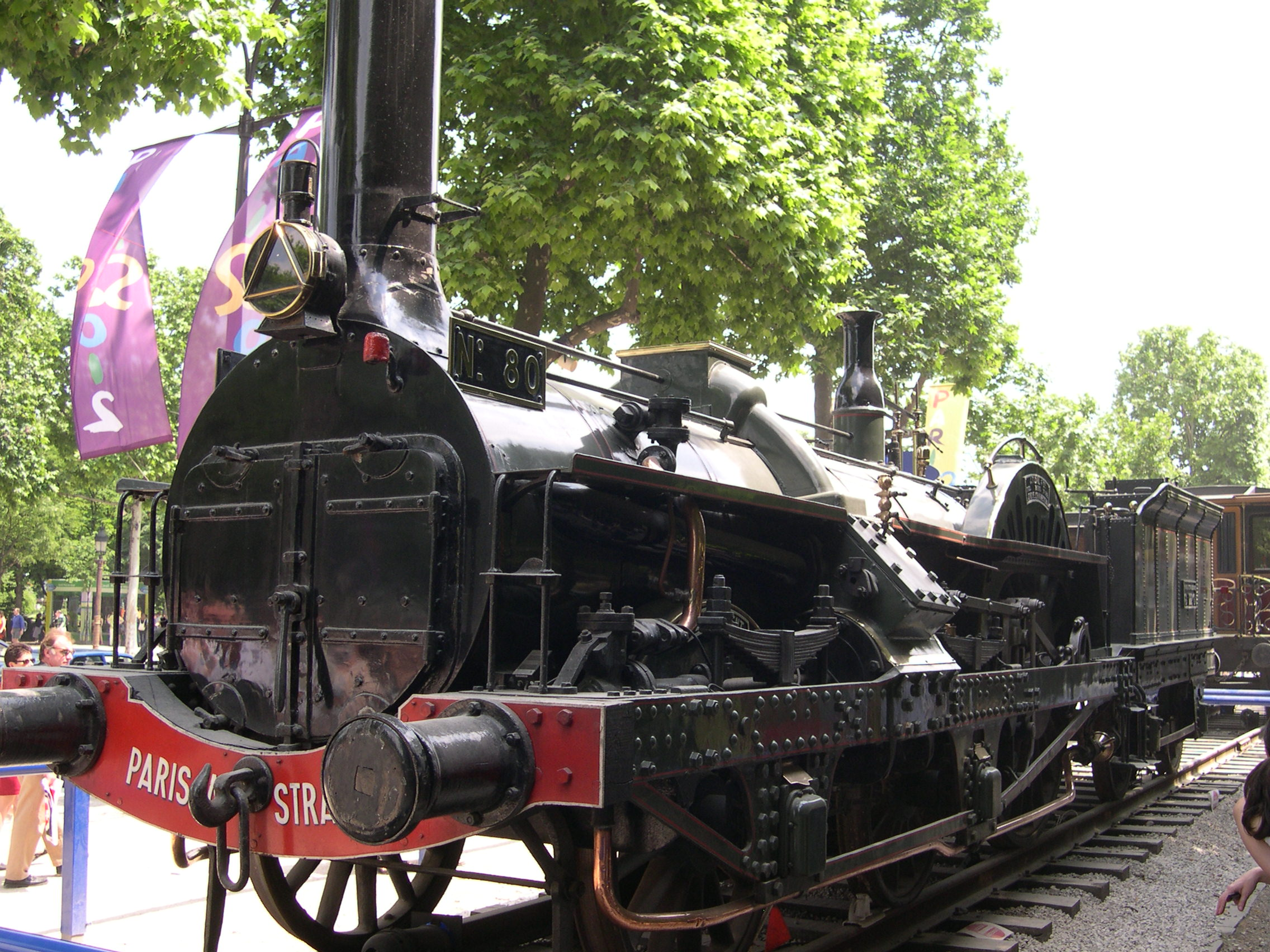
Una locomotiva Crampton costruita dalla "Société Ch.Derosne et Cail".

La "Société Ch.Derosne et Cail" fondata il 4 marzo 1836 col compito di succedere al laboratorio del chimico industriale Charles Derosne, uno dei primi a lavorare industrialmente la barbabietola da zucchero sul suolo francese fin dal 1811, realizzò macchine a vapore per gli zuccherifici e locomotive sia a Cuba che altrove nella regione dei Caraibi ed ebbe più di 1.200 operai meccanici.

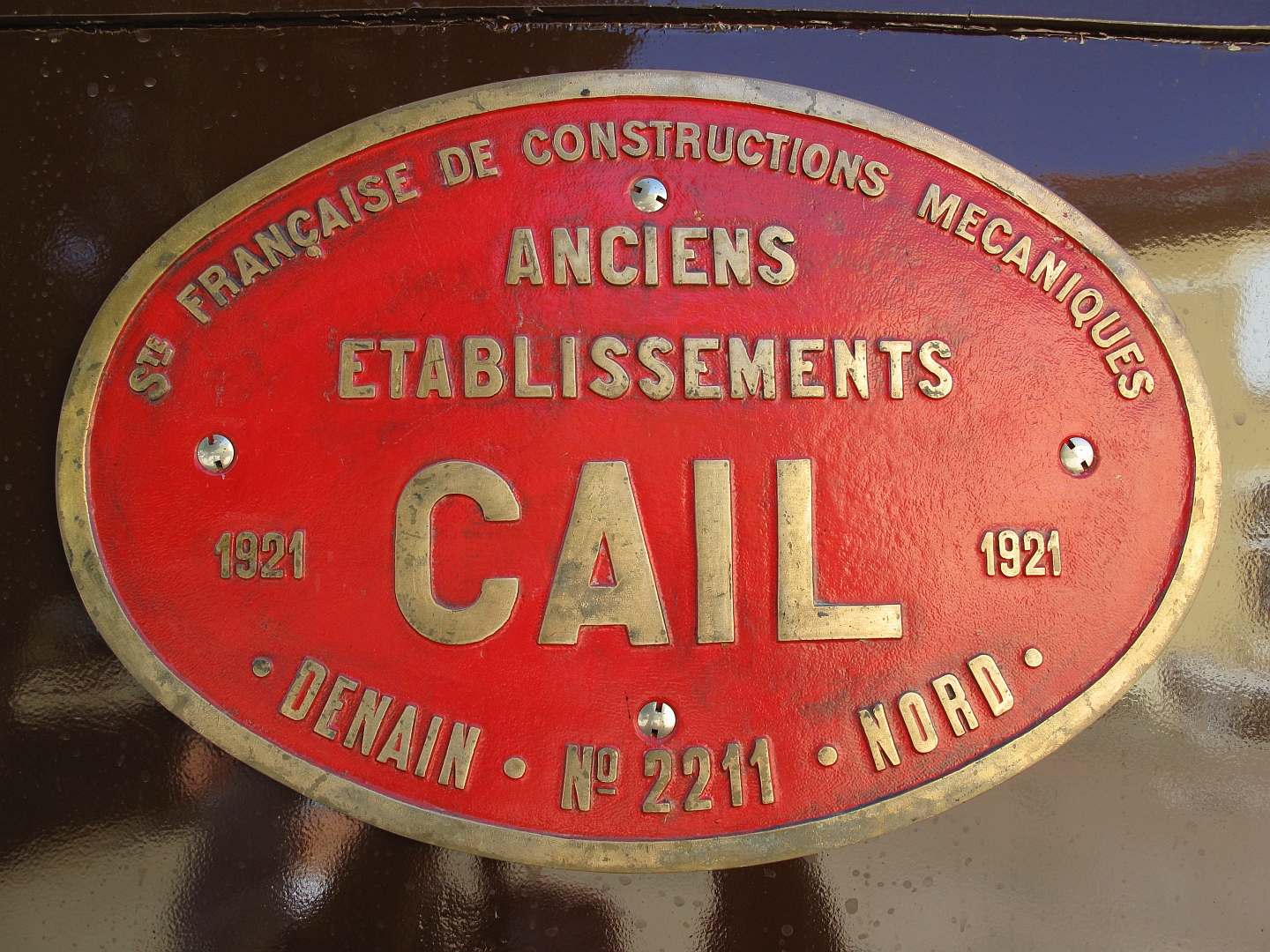
Targa "Cail" sul vagone di coda di una locomotiva dell'epoca.

Jean-François Cail, promotore del concetto di agricoltura industriale, acquisì una posizione dominante nella fabbricazione dello zucchero, in quanto a partire dal 1830 vendette i propri macchinari in tutta Cuba e a Porto Rico. Circa 500 stabilimenti di zucchero risultarono essere equipaggiati dalla società Cail in tutto il mondo.
Avrà infine anche l'onore di venire menzionato da Jules Verne in Ventimila leghe sotto i mari ("Cail e Co." realizzò i serbatoi del Nautilus), I naufraghi del Chancellor e Il mondo sottosopra.